# Estación de Mariscala
Mariscala fue una estación de trenes que se encuentra en Apaseo el Grande, Guanajuato. Actualmente la estación se encuentra totalmente destruida.

## Historia
La estación se edificó sobre la línea de México a Paso del Norte (hoy Ciudad Juárez), la cual fue construida por medio de la concesión número 17 que el gobierno de la República, por medio de la Secretaría de Comunicaciones y Obras Públicas otorgó al antiguo Ferrocarril Central Mexicano; autorización que comprendía la construcción de las líneas siguientes: De México a León ligando Querétaro, Celaya, Salamanca, Guanajuato, Irapuato y Silao; de León a Paso del Norte ligando Aguascalientes, Zacatecas y Chihuahua.